# Paragnia fulvomaculata
Paragnia fulvomaculata är en skalbaggsart som beskrevs av Charles Joseph Gahan 1893. Paragnia fulvomaculata ingår i släktet Paragnia och familjen långhorningar.
Artens utbredningsområde är Laos. Inga underarter finns listade i Catalogue of Life.